# Rzymskie katakumby
Rzymskie katakumby – starożytne zespoły podziemnych cmentarzy żydowskich i chrześcijańskich, żłobione w tufie poza antyczną linią Muru Aureliana.
W Rzymie znajduje się ponad czterdzieści katakumb, których korytarze ciągną się na długości 150 km na kilku poziomach.

## Historia

### I i II wiek
Najstarsze katakumby rzymskie datowane są na koniec II wieku. Przed tym okresem chrześcijanie chowali swoich zmarłych obok grobów pogańskich. Kiedy wspólnota chrześcijańska stała się liczniejsza, podjęto decyzję o założeniu oddzielnych cmentarzy. Wykorzystano miejsca, w których istniały pokłady łatwego do obróbki tufu, tworząc podziemne kilkupoziomowe galerie. Katakumby służyły do celów grzebalnych i jako miejsca kultu, w których oddawano cześć męczennikom z okresów wielkich prześladowań w Cesarstwie Rzymskim: za Nerona (64 i 67), Domicjana (96), Decjusza (249-251), Waleriana (253-260) i Dioklecjana (303-305).

### III i IV wiek
Już w III wieku istniało na terenie Rzymu 25 cmentarzy, z których wybrane znajdowały się w posiadaniu chrześcijan. Hipolit Rzymski zanotował w Philosophumena, iż papież Zefiryn mianował diakona Kaliksta kustoszem i administratorem katakumb. Do dzisiaj nazywane są jego imieniem – Katakumby świętego Kaliksta. W pierwszej połowie III wieku Rzym został podzielony na siedem regionów eklezjalnych, każdemu z nich przypisano miejsca kultu i różne katakumby jako własne miejsca dla chowania zmarłych. Gdy w 313 chrześcijaństwo uzyskało tolerancję (Edykt mediolański), przynajmniej w pierwszym okresie wielu wierzących pragnęło być pochowanymi w pobliżu grobów świętych męczenników.

### Od V do IX wieku
W V wieku zaniechano stopniowo tradycji pochówku w katakumbach, które nie przestały być jednak miejscami kultu świętych męczenników. Między VIII i IX wiekiem, po wielkich najazdach barbarzyńskich, sanktuaria w katakumbach przestawały pełnić swoją funkcję w wyniku przenoszenia relikwii do wznoszonych świątyń.

### Od wczesnego średniowiecza do XVI wieku
Gdy większość relikwii przeniesiono na teren miasta, katakumby pozostały w całkowitym opuszczeniu. Wejścia do katakumb zarosły lub uległy erozji, cmentarze zaniedbywano. W średniowieczu zaginął wszelki ślad po ich istnieniu, wiele źródeł wprowadzało chaos w faktycznym określaniu ich lokalizacji. Jedynymi, które oficjalnie odwiedzano, były: katakumby św. Sebastiana, św. Wawrzyńca (zwane także katakumbami Cyriaki) oraz św. Pankracego.

### Czasy nowożytne
Do nowożytnego odkrycia katakumb doszło w XVI wieku. Pierwszy eksplorator Antonio Bosio, prowadził badania w latach 1575-1629. Po jego śmierci w 1634 ukazała się drukiem praca Roma Sotterranea (wł. Podziemny Rzym). Kolejnym wielkim ich odkrywcą i propagatorem był żyjący w XIX wieku Giovanni Battista de Rossi. W latach 50. XX wieku odkryto wiele zespołów katakumbowych w pobliżu Rzymu.

## Rodzaje pochówków
Rzymskie katakumby składają się z podziemnych galerii (ambulacra), wzdłuż których na ścianach wydrążone zostały podłużne nisze grobowe (loculi). Nisze żłobiono jedna nad drugą. Powstawały w ten sposób pionowe szeregi (pilae). W każdej z niszy chowano jedno lub więcej ciał. Od zewnątrz nisza zamykana była marmurową płytą. Na płycie często znajdowała się inskrypcja z imieniem i zawodem zmarłego. Umieszczano też pełne symboliki dekoracje żydowskie i chrześcijańskie.
Drugim spotykanym sposobem grzebania były tzw. arcosolium, w których wnęka w kształcie łuku znajdowała się nad poziomą niszą grzebalną przykrywaną kamiennymi płytami. Arcosolium mogło być grobem prostym, tzn. miejscem pochówku jednej osoby, bądź też złożonym, gdy pod łukiem pochowane były całe rodziny.
Wzdłuż korytarzy spotyka się też tzw. cubicula, szerokie pomieszczenia grzebalne, kwadratowe lub wielościenne, z wieloma niszami lub kilkoma arcosoliami, przeznaczonymi dla członków tej samej rodziny lub rodzin ze sobą spokrewnionych. Istnieją również krypty (cryptae) oraz kaplice ozdabiane freskami.
Ze względu na ograniczoność miejsca, niektóre nisze żłobiono w posadzce korytarzy (formae). Ten typ pochówku występuje w pobliżu grobów męczenników. Pierwsi chrześcijanie preferowali takie miejsca.

## Lista katakumb rzymskich
Podrzymskie katakumby, których jest czterdzieści, powstawały wzdłuż głównych traktów, jak: Via Appia, Via Ostiense, Via Labicana, Via Tiburtina czy Via Nomentana. Katakumby chrześcijańskie w Rzymie znajdują się pod nadzorem Papieskiej Komisji Archeologii Sakralnej, która prowadzi wykopaliska i jest odpowiedzialna za restauracje zabytków paleochrześcijańskich. Na terenie Rzymu znajdują się również zespoły katakumb żydowskich: Vigna Randanini oraz Villa Torlonia.
Lista ułożona w porządku przeciwnym do ruchu wskazówek zegara, zaczynając od Wzgórza Watykańskiego aż do Via Flaminia (* katakumby żydowskie, ** katakumby niezidentyfikowane).
Via Aurelia
- Katakumba św. Pankracego
- Katakumba Kalepodiusza
- Katakumba dwóch Feliksów **
- Katakumba świętych Procesjusza i Martyniana **

Via Portuense
- Katakumba Poncjana
- Katakumbe Generozy

Via Ostiense
- Grób św. Pawła
- Grób św. Tymoteusza **
- Katakumby Komodylli
- Katakumba św. Tekli

Via Ardeatina
- Katakumba świętych Marka i Marcelina
- Katakumby Domitylli
- Katakumba Anuncjaty
- Katakumba Balbiny

Via Appia
- Katakumby św. Sebastiana
- Katakumby św. Kaliksta
- Katakumby Pretekstata
- Hypogeum Vibia (pogańskie i chrześcijańskie)
- Katakumby Vigna Randanini *

Via Latina
- Katakumba świętych Gordiana i Epimacha
- Katakumba Aproniana
- Hypogeum na via Dino Compagni
- Hypogeum Trebio Giusto

Via Labicana
- Katakumby świętych Marcelina i Piotra
- Katakumby św. Zotyka
- Hypogeum Aureliuszy (gnostyckie)
- Katakumba św. Kastula

Via Tiburtina
- Katakumba św. Wawrzyńca (albo Cyriaka)
- Katakumba Nowacjana
- Katakumba św. Hipolita
- Katakumba św. Sinforosy (obecnie terytorium Tivoli)

Via Nomentana
- Katakumba św. Nikomedesa
- Katakumba św. Agnieszki
- Katakumba większa
- Katakumby św. Aleksandra
- Katakumby w Villa Torlonia *

Via Salaria nova
- Katakumby św. Felicyty
- Katakumba Trasone
- Katakumba św. Hilarii
- Katakumba Giordanich
- Katakumby Pryscylli
- Katakumby na via Anapo

Via Salaria vetus
- Katakumba św. Pamfiliusza
- Katakumba św. Hermesa
- Hypogeum na via Livenza
- Katakumba ad clivum Cucumeris **

Via Flaminia
- Katakumba św. Walentego